# Florentina Marincu
Florentina Marincu (Rumania, 8 de abril de 1996) es una atleta rumana especializada en la prueba de salto de longitud, en la que consiguió ser medallista de bronce europea en pista cubierta en 2015.

## Carrera deportiva
En el Campeonato Europeo de Atletismo en Pista Cubierta de 2015 ganó la medalla de bronce en el salto de longitud, con un salto de 6.79 metros, tras la serbia Ivana Španović (oro con 6.98 metros que fue récord nacional serbio) y la alemana Sosthene Taroum Moguenara (plata con 6.83 metros).